# Laugh Now, Cry Later
Laugh Now, Cry Later – siódmy album muzyczny amerykańskiego rapera Ice Cube’a wydany 6 czerwca 2006 roku nakładem Lench Mob Records.
Ice Cube w jednym z wywiadów twierdzi, że album brzmi tak jak jego pierwsze dwie solowe płyty (AmeriKKKa's Most Wanted i Death Certificate). Krążek zawiera dwa utwory nagrane z raperem z Zachodniego Wybrzeża Snoop Doggiem. Oprócz tego na płycie udzielają się m.in. członkowie WC i Lil Jon. Long Play zawiera 20 utworów, promują go single: Why We Thugs, Go To Church, Chrome & Paint i You Gotta Lotta That.

## Lista utworów
1. "Definition of a West Coast G (Intro)" (wykonanie: Sketch)
2. "Why We Thugs" (wyprodukowany przez: Scott Storch)
3. "Smoke Some Weed" (wyprodukowany przez: Budda)
4. "Dimes & Nicks (A Call from Mike Epps)"
5. "Child Support" (wyprodukowany przez: Teak & Dre)
6. "2 Decades Ago (Insert)" (wykonanie: Sketch)
7. "Doin What It 'Pose 2 Do" (wyprodukowany przez: Emile)
8. "Laugh Now, Cry Later" (wyprodukowany przez: Sean C)
9. "Stop Snitchin" (wyprodukowany przez: Swizz Beatz)
10. "Go to Church" (wraz z Snoop Dogg i Lil Jon, wyprodukowany przez: Lil Jon)
11. "The Nigga Trapp" (wyprodukowany przez: DJ Green Lantern)
12. "A History of Violence (Insert)"
13. "Growing Up" (wyprodukowany przez: Laylaw & D-mac)
14. "Click Clack – Get Back!" (wyprodukowany przez: Emile)
15. "The Game Lord" (wyprodukowany przez: Teak & Dre)
16. "Chrome and Paint" (występuje: WC, wyprodukowany przez: Budda)
17. "Steal the Show" (wyprodukowany przez: Scott Storch)
18. "You Gotta Lotta That" (występuje: Snoop Dogg, wyprodukowany przez: Lil Jon)
19. "Spittin Pollaseeds" (występują: WC & Kokane, wyprodukowany przez: Laylaw & D-Mac)
20. "Holla at Cha Boy" (wyprodukowany przez: Lil Jon)